# Zona Reservada Bosque de Zárate
Die Zona Reservada Bosque de Zárate ist ein Schutzgebiet in West-Peru in der Region Lima. Bosque de Zárate heißt im Deutschen „Wald von Zárate“. Das Reservat wurde am 13. Oktober 2010 eingerichtet. Verwaltet wird es von der staatlichen Naturschutz-Agentur Servicio Nacional de Areas Naturales Protegidas por el Estado (SERNANP). Das Areal besitzt eine Größe von 5,46 km². Das Schutzgebiet dient der Erhaltung eines Bergwaldes in einer ariden Gebirgslandschaft und damit einem Ökosystem endemischer und bedrohter Pflanzen- und Tierarten. Das Gebiet wird außerdem als ein wichtiges Vogelgebiet (Important Bird Area) eingestuft.

## Lage
Das Schutzgebiet liegt in der peruanischen Westkordillere 64 km östlich vom Stadtzentrum der Hauptstadt Lima. Es befindet sich im Distrikt San Bartolomé in der Provinz Huarochirí. Das Areal erstreckt sich über den Südhang eines 3600 m hohen Berges südlich des Río Rímac und reicht bis auf eine Höhe von 1850 m hinab.

## Ökologie
Zu den endemischen Pflanzenarten in dem Areal gehören Barnadesia blakeana und Myrcianthes quinqueloba. Im Schutzgebiet kommt der Puma (Puma concolor) vor. Zur Vogelwelt gehören der Andenkondor (Vultur gryphus), der Rostbauch-Ammerfink (Poospiza rubecula), der Weißohrkotinga (Zaratornis stresemanni), der Rostkappen-Meisenschlüpfer (Leptasthenura pileata), der Rostschwanzcanastero (Asthenes pudibunda) und die Rostbauch-Buschammer (Atlapetes nationi). Zu den Amphibien in dem Gebiet gehören Rhinocricus zaratensis, Catharosoma mamillatum, Newportia ignorata und Epinannolene flagellosa.